# Rimacactus laui
Rimacactus laui ist die einzige Pflanzenart der monotypischen Gattung Rimacactus in der Familie der Kakteengewächse (Cactaceae). Das Artepitheton ehrt den deutschen Kakteenforscher Alfred Bernhard Lau.

## Beschreibung
Rimacactus laui wächst mit kugelförmigen bis verlängerten, weißlich grünen bis rötlichen Trieben und erreicht Durchmesser von bis zu 3 Zentimeter. Die Wurzel ist eine karottenförmige, vom Trieb abgesetzte Pfahlwurzel. Die kaum erkennbaren Rippen sind in warzenartige Höcker untergliedert, die ein schmales Blattrudiment tragen. Die neun bis 13, dünnen, nadeligen, ausgebreiteten Randdornen sind brüchig und durchscheinend weiß. Sie sind bis zu 9 Millimeter lang und lassen sich nicht in Mittel- und Randdornen unterscheiden.
Die schmal trichterförmigen, schwefelgelben Blüten besitzen eine weißlich gelbe Basis. Sie erscheinen häufig in Büscheln von bis zu sechs Einzelblüten. Die Blüten sind 2 Zentimeter lang und weisen einen Durchmesser von 1,5 Zentimeter auf. Ihr Perikarpell ist kahl oder fast kahl. Die verlängerten, ballonartigen, kahlen Früchte sind rot, bis zu 3,5 Zentimeter lang und öffnen sich mit einer basalen Pore.

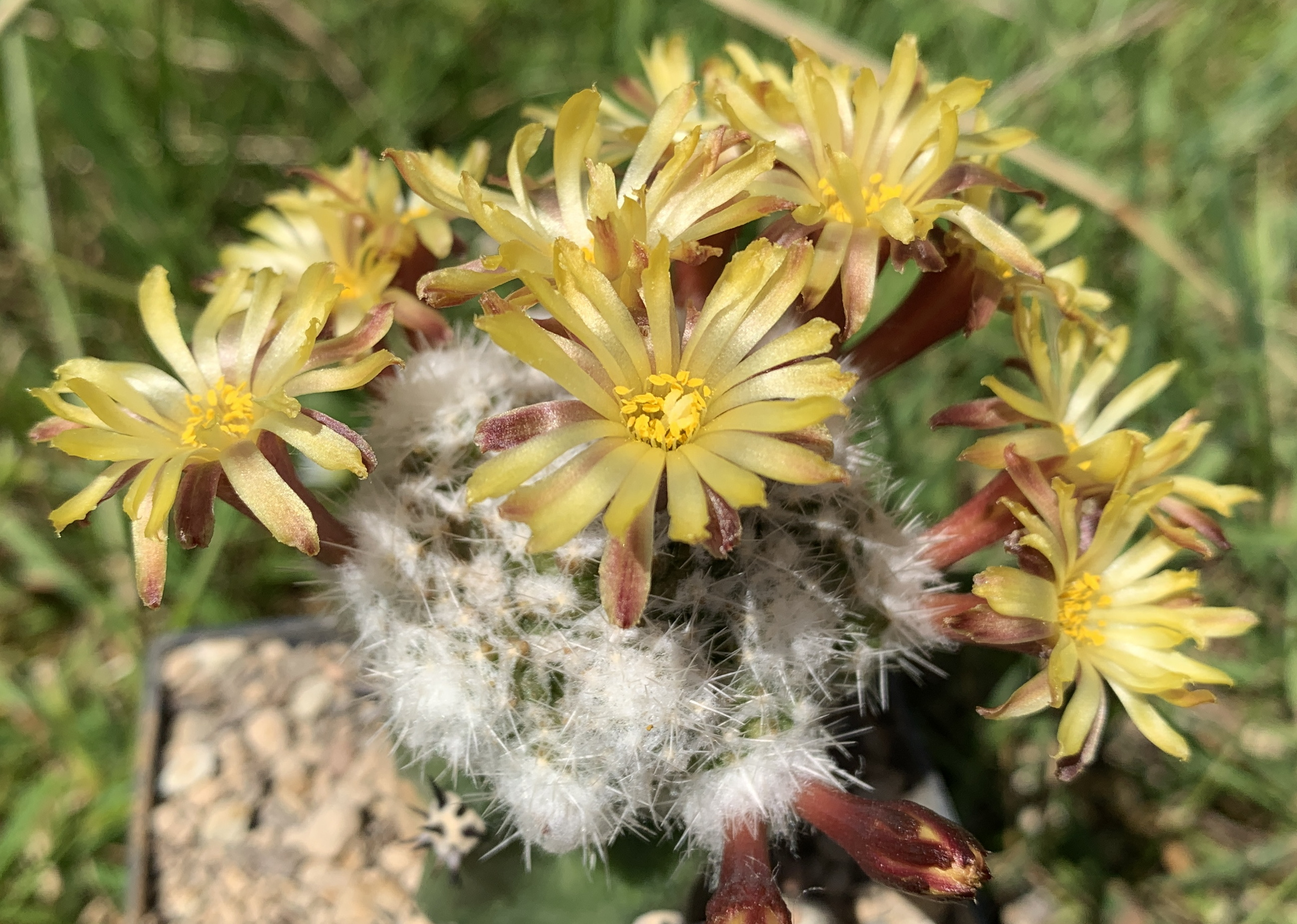
Blüten
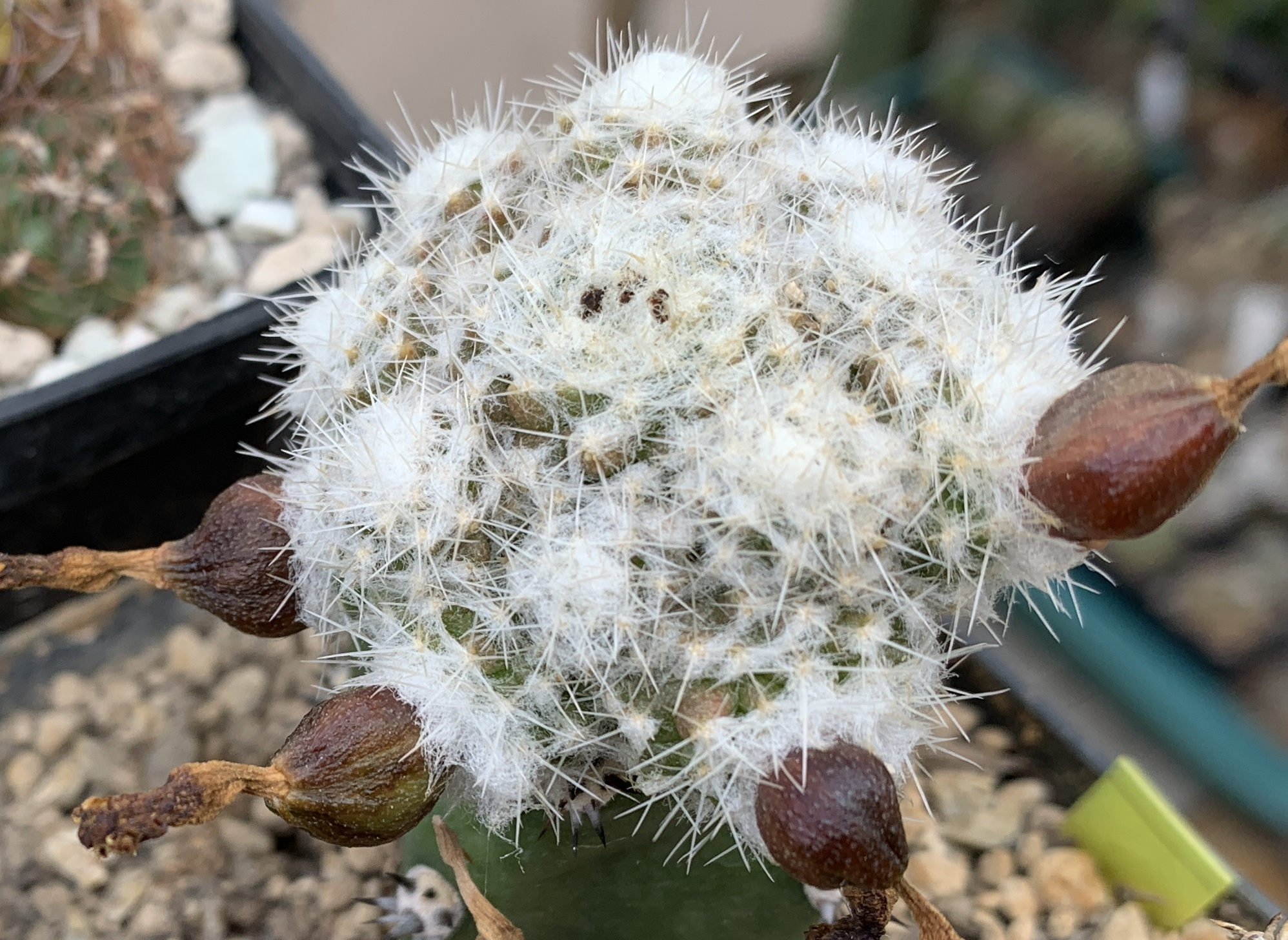
Früchte
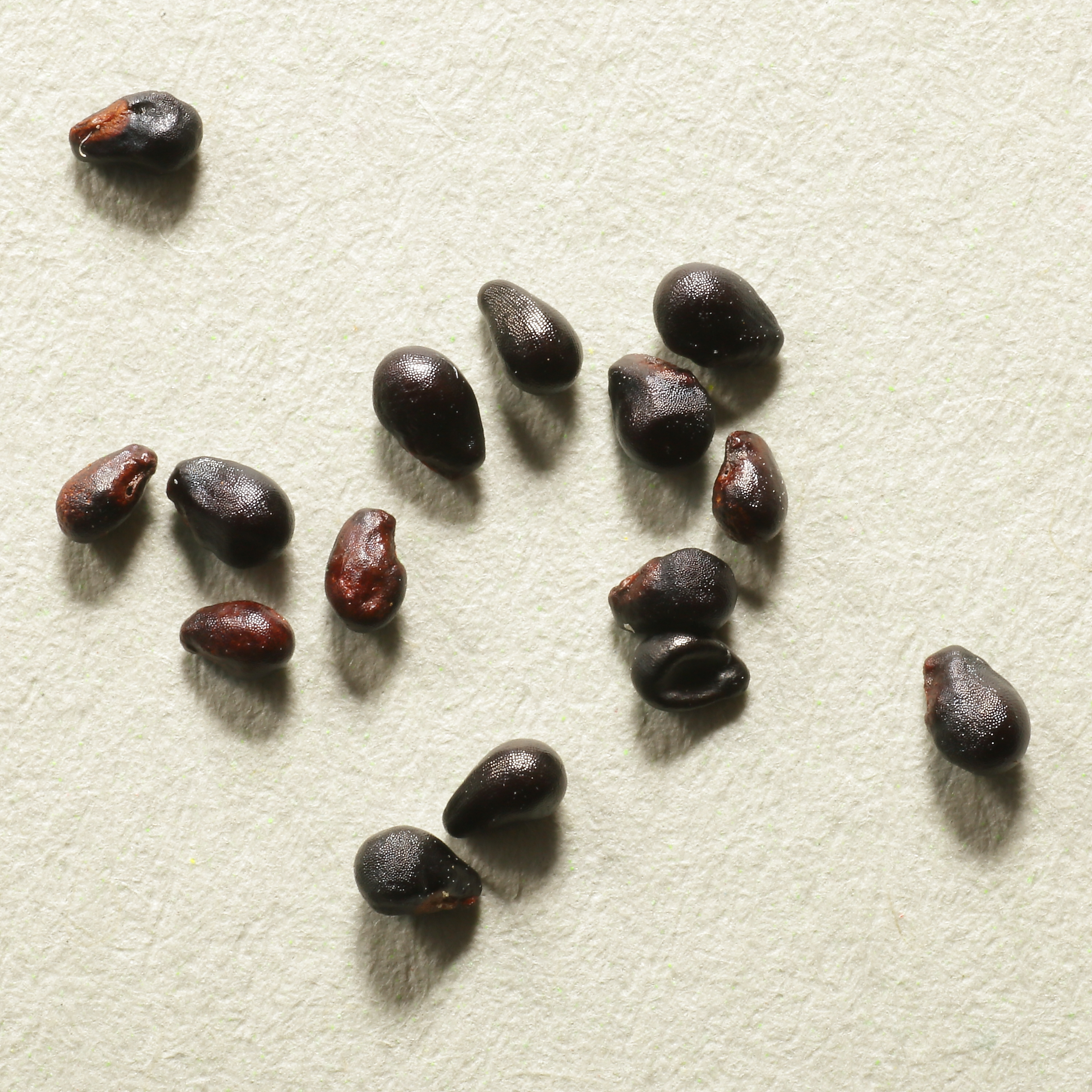
Samen

## Verbreitung, Systematik und Gefährdung
Rimacactus laui ist im Norden der chilenischen Region Antofagasta bei Tocopilla auf trocknen Hängen der Küstenkordillere verbreitet.
Die Erstbeschreibung als Eriosyce laui erfolgte 1994 durch Jonas Martin Lüthy. Roy Mottram stellte die Art 2001 in die von ihm neu aufgestellte Gattung Rimacactus. Ein nomenklatorisches Synonym ist Islaya laui (Lüthy) Faúndez & R.Kiesling (2007).
In der Roten Liste gefährdeter Arten der IUCN wird die Art als „Critically Endangered (CR)“, d. h. als vom Aussterben bedroht geführt.

## Nachweise